# Хелиосфера
Хелиосферата е обширен регион от космоса, заобикалящ Слънцето и образуван от него. Тази хелиосферна обвивка постоянно се разширява от плазмата, излизащата от Слънцето, наричана слънчев вятър. Извън хелиосферата, слънчевата плазма отстъпва пред междузвездната плазма, която цари из Млечния път. Нивата на излъчване във и извън хелиосферата са различни, в частност, космическите лъчи са по-малко в хелиосферата, така че планетите в нея (в това число и Земята) са частично защитени от тяхното въздействие. За пръв път терминът „хелиосфера“ се използва от Александър Деслер в научна литература през 1967 г. В научните среди, хелиофизиката се занимава с изучаването на хелиосферата, включително космическите метеорологични условия и космическия климат.
Произлизащ от изключително горещата повърхност на слънчевата корона, слънчевият вятър достига втора космическа скорост от около 300 до 800 km/s. Течащ безпрепятствено през Слънчевата система в продължение на милиарди километри, слънчевият вятър достига много отвъд пояса на Кайпер, докато стигне границата на ударната вълна, където движението му изведнъж намалява вследствие външното налягане на междузвездната среда. Именно при тази граница скоростта му става по-малка от скоростта на звука. Отвъд тази граница е разположена хелиообвивката – широк преходен регион между вътрешната хелиосфера и външната среда. Най-външният ръб на хелиосферата се нарича хелиопауза. Цялостната форма на хелиосферата наподобява комета – приблизително сферична от едната страна и с дълга опашка от другата.
Двете програми Вояджър изследват външните слоеве на хелиосферата, преминавайки през границата на ударната вълна и хелиообвивката. През 2013 г. НАСА обявява, че Вояджър 1 е достигнал хелиопаузата на 25 август 2012 г., когато космическият апарат засича внезапно 40-кратно повишение на плътността на плазмата. През 2018 г. НАСА съобщава, че Вояджър 2 е преминал хелиопаузата на 5 ноември същата година. Тъй като хелиопазуата обозначава границата между материята, произлизаща от Слънцето, и материята, произлизаща от останалата част от галактиката, за космически апарати като двата Вояджъра може да се каже, че са достигнали междузвездното пространство.

## Структура
Въпреки името си, формата на хелиосферата не е идеална сфера. Формата ѝ зависи от три фактора: междузвездната среда, слънчевия вятър и общото движение на Слънцето и хелиосферата му през междузвездната среда. Тъй като слънчевият вятър и междузвездната среда са флуидни, формата и размера на хелиосферата също са флуидни. Промените в слънчевия вятър, обаче, влияят по-силно върху позицията на границите в кратки срокове (от часове до години). Налягането на слънчевия вятър варира доста по-често от външното налягане на междузвездната среда в коя да е точка. В частност, въздействието на 11-годишния слънчев цикъл, при който се наблюдават отчетливи максимуми и минимуми на активността на слънчевия вятър, се смята за значителен.
В по-широк мащаб, движението на хелиосферата през флуидната междузвездна среда води до цялостна кометообразна форма. Плазмата на слънчевия вятър, която се движи грубо по посока на движението на Слънцето през галактиката, се компресира в почти сферична форма, докато плазмата, движеща се в противоположна посока, изминава много по-голямо разстояние, преди да отстъпи пред междузвездното пространство, образувайки опашатата форма на хелиосферата.
Ограничената налична информация и неизследвания характер на тези структури са довели до много теории за тяхната форма.

### Слънчев вятър
Слънчевият вятър е съставен от частици (йонизирани атоми от слънчевата корона) и полета, произвеждани в Слънцето и изхвърляни в космоса. Тъй като Слънцето се завърта приблизително веднъж на всеки 25 дни, магнитното поле, премествано от слънчевия вятър, се обвива в спирала. Слънчевият вятър засяга много други системи в Слънчевата система – например, колебанията в магнитното поле на Слънцето се изхвърлят чрез слънчевия вятър, образувайки геомагнитни бури в земната магнитосфера.

### Хелиосферен токов слой
Хелиосферният токов слой е вълна в хелиосферата, създадена от въртящото се магнитно поле на Слънцето. Разпростирайки се из хелиосферата, този слой се счита за най-голямата структура в Слънчевата система и наподобява полата на балерина.

### Външна структура
Външната структура на хелиосферата се определя от взаимодействията между слънчевия вятър и ветровете на междузвездното пространство. Слънчевият вятър струи от Слънцето във всички посоки със скорост от няколкостотин km/s в близост до Земята. При определено разстояние от Слънцето, много отвъд орбитата на Нептун, този свръхзвуков вятър се забавя, пресрещайки газовете в междузвездната среда. При достигане на границата на ударната вълна, слънчевият вятър пада под скоростта на звука.

### Граница на ударната вълна
Границата на ударната вълна е точката в хелиосферата, при която слънчевият вятър се забавя до скорост по-малка от тази на звука, поради взаимодействия с местната междузвездна среда. Това причинява свиване, загряване и промяна на магнитното поле. В Слънчевата система, границата на ударната вълна се счита, че се намира на 75 – 90 астрономически единици от Слънцето. През 2004 г. Вояджър 1 преминава тази граница, следван от Вояджър 2 през 2007 г. След границата на ударната вълна следва хелиопаузата, където налягането на слънчевия вятър и налягането на междузвездната среда се изравняват.

### Хелиообвивка
Хелиообвивката е регионът от хелиосферата отвъд границата на ударната вълна. Тук вятърът е забавен, компресиран и турбулентен поради взаимодействието му с междузвездната среда. Най-близката му точка се намира на 80 – 100 астрономически единици от Слънцето. Единият от предложените модели включва хипотезата, че хелиообвивката има формата на кома на комета и обхваща голяма област в посока противоположна на маршрута на Слънцето из космоса. Наветрената страна на хелиообвивката е с дебелина между 10 и 100 астрономически единици. Учените от проекта Вояджър са установили, че хелиообвивката не е гладка – тя е по-скоро с текстурата на пяна, изпълнена с магнитни мехури, всеки с ширина от 1 астрономическа единица. Тези магнитни мехури са образувани от влиянието на слънчевия вятър върху междузвездната среда. Апаратите Вояджър 1 и Вояджър 2 започват да засичат доказателства за наличието на такива мехури съответно през 2007 г. и 2008 г. Тези мехури, вероятно с формата на наденици, са образувани от магнитно пресъединение между противоположно ориентирани сектори на слънчевото магнитно поле, докато слънчевият вятър се забавя. Те вероятно представляват самостоятелни структури, които са се откъснали от междупланетното магнитно поле.
На разстояние около 113 астрономически единици Вояджър 1 засича област на стагнация в хелиообвивката, в която слънчевият вятър напълно спира движението си, интензитетът на магнитното поле се удвоява, а високоенергийните електрони от галактиката се умножават стократно.

### Хелиопауза
Хелиопазуата е теоретичната граница, където слънчевият вятър бива спрян от междузвездната среда, тоест неговата сила вече не е достатъчно голяма за да избутва звездния вятър от съседните звезди. Това е границата, при която междузвездното пространство и налягането на слънчевия вятър достигат се балансират. Преминаването на хелиопаузата води до рязко спадане на температурата на заредените частици, промяна в посоката на магнитното поле и повишение на галактическите космически лъчи. През май 2012 г. Вояджър 1 засича именно такова увеличение на космически лъчи, обозначаващо наближаването на хелиопаузата. Между август и септември същата година Вояджър 1 наблюдава рязко намаляване на протоните от Слънцето, от 25 частици/секунда през август до 2 частици/секунда към началото на октомври. През 2013 г. от НАСА обявяват, че Вояджър 1 е преминал хелиопаузата на 25 август 2012 г. Това се случва на разстояние от 121 астрономически единици (18 млрд. km) от Слънцето. Противно на очакванията, данните от Вояджър 1 сочат, че магнитното поле на галактиката е ориентирано по същия начин, както слънчевото магнитно поле.